# مانفرد واگنر
 مانفرد واگنر (انگلیسی: Manfred Wagner؛ زاده ۱۹۴۸) یک ریاضی‌دان، و فیزیک‌دان اهل آلمان است.